# 里港砂石車專用道
里港砂石車專用道位於屏東縣里港鄉，起於國道十號里港交流道，迄於里港鄉江南巷，全長約3.6公里，於2014年9月2日完工，雙向車道已於2014年11月8日正式開放通車。
不僅供砂石車輛通行，里港、美濃地區居民也可開車藉由專用道銜接國道十號，當地居民及觀光客均可受惠。

## 興建計畫緣起
屏北地區因有高屏溪、荖濃溪、隘寮溪等流域，是國內出產砂石的重鎮，而當地長年砂石車往返車次頻繁，屏東縣政府工務處曾計算過，平均不到1分鐘就有一輛砂石車經過，一直以來是地方交通沈疴。
尤其在莫拉克風災之後，為了疏浚，平均每天就有上千車次的砂石車，在里港一帶的道路行駛，當地居民幾乎長年飽受砂石車之苦。
經屏東縣政府爭取，中央政府補助14億元規劃砂石車專用道，由縣府負責徵收土地，高公局辦理發包工程，於2012年3月動工，從台3線里港大橋北側往西延伸至三張廍與國道十號銜接，長約3.6公里（東向3.3公里）。

## 路線設施
| 里港砂石車專用道路線設施里程一覽表 |      |          |                        |           |          |               |                                           |
| 標誌                               | 里程 | 名稱     | 順樁預告               | 逆樁預告  | 形式     | 通車日        | 銜接道路 →聯絡地區                        |
|                                    |      |          |                        |           |          |               |                                           |
|                                    | 0.0  | 里港     | 道路起點               | 道路終點  | 半套Y型  | 2014年11月8日 | 高雄支線                                  |
| － 地磅站 僅西向設置               |      |          |                        |           |          |               |                                           |
| 此處有交通號誌                     | 1.9  | 平交路口 | 不適用                 | 不適用    | 平交路口 | 2014年11月8日 | 農路、平面側車道 →里港鄉中和、瀰力        |
|                                    | 2.5  | 三和路   | 里港 旗山              | 里港 旗山 | 鑽石型   | 2014年11月8日 | 台3線（三和路） · →里港鄉、美濃區、旗山區 |
|                                    | 3.6  | 堤防     | 美濃 堤防道路 道路終點 | 道路起點  | 直接式   | 2014年11月8日 | 江南巷 →里港鄉、美濃區                    |

## 爭議

### 砂石車街頭亂象
里港地區好不容易爭取到的專用道於2014年11月8日通車，未料因專用道離地面道路稍遠，加上必須過磅，讓很多砂石車司機對專用道「興趣缺缺」，寧願走原本路線繞行里港市區，造成里港市區內仍然還很多砂石車到處亂竄，引發當地民眾強力反彈。
屏東縣政府經道路安全會報決議，即日起台22線自高樹大橋至台3線路段、台3線自里港大橋至里港市區路段，全面禁行裝載砂石的砂石車，目標是要讓里港市區幾乎看不見砂石車。
縣府宣布，未來在高樹鄉的砂石車，只能行走屏3線接高美大橋，再轉專用道平面側車道上砂石專用道，台22線自高樹大橋至台3線路段全日禁止20噸以上砂石車裝載砂石行駛；另外台3線自里港大橋至里港市區路段，同樣禁止砂石車裝載砂石行駛。

## 相關計畫

### 國道10號里港交流道至新威大橋新闢道路工程
里港砂石車專用道東端新闢道路通往台28線。